# Finn Hodt
Finn Einar Hodt (* 16. Juni 1919 in Drammen; † 9. April 2016 ebenda) war ein norwegischer Eisschnellläufer.

## Werdegang
Hodt wurde im Jahr 1933 Zweiter bei den Schulmeisterschaften in Drammen und wechselte zum Drammens SK, wo er im selben Jahr Vereinsmeister bei den Junioren zwischen 12 und 14 Jahren wurde. Im Jahr 1938 lief er mit 43,8 Sekunden einen inoffiziellen Junioren-Weltrekord und bei der Mehrkampfweltmeisterschaft 1940 in Oslo auf den 18. Platz im Großen Vierkampf. Nach dem Zweiten Weltkrieg wurde er vom norwegischen Eislaufverband für die Olympischen Winterspiele 1952 in Oslo nominiert, aber vom norwegischen NOC abgelehnt, weil er während der deutschen Besatzung im Zweiten Weltkrieg mitgearbeitet hatte. In der Saison 1952/53 belegte er bei der Mehrkampfeuropameisterschaft 1953 in Hamar den 13. Platz und bei der Mehrkampfweltmeisterschaft 1953 in Helsinki den 15. Rang im Großen Vierkampf.
In folgenden Jahren kam Hodt bei der Mehrkampfeuropameisterschaft 1954 in Davos auf den 17. Platz und bei der Mehrkampfweltmeisterschaft 1955 in Moskau auf den 35. Platz im Großen Vierkampf. Zudem erreichte er in den Jahren 1953, 1954 und 1957 jeweils mit dem dritten Platz im Mehrkampf sein bestes Ergebnis bei norwegischen Meisterschaften im Mehrkampf. Bei seiner einzigen Teilnahme an Olympischen Winterspielen 1956 in Cortina d’Ampezzo errang er den 13. Platz über 500 m. Bei der Mehrkampfeuropameisterschaft im folgenden Jahr in Oslo kam er auf den 22. Platz im Großen Vierkampf. Seine aktive Karriere beendete er im Jahr 1960 und war danach bei den Olympischen Winterspielen 1964 als Trainer und für die Olympischen Winterspiele 1980, Olympischen Winterspiele 1992 sowie Olympischen Winterspiele 1994 als Teamleiter tätig. Er trainierte erfolgreiche Eisschnellläufer wie die Olympiamedaillengewinner Fred Anton Maier, Roar Grønvold und Sten Stensen. Außerdem war er Vorsitzender von Drammens SK und von 1965 bis 1967 sowie von 1972 bis 1973 Vorsitzender des Eisschnelllaufausschusses des norwegischen Eislaufverbandes. Neben dem Sport gründete er in den 1950er Jahren ein Bauunternehmen, welches er vor seiner Pensionierung im Jahr 1986 verkaufte.

## Erfolge

### Olympische Spiele
- 1956 Cortina d’Ampezzo: 13. Platz 500 m

### Mehrkampfweltmeisterschaften
- 1940 Oslo: 18. Platz Großer Vierkampf
- 1953 Helsinki: 15. Platz Großer Vierkampf
- 1955 Moskau: 35. Platz Großer Vierkampf

### Mehrkampfeuropameisterschaften
- 1953 Hamar: 13. Platz Großer Vierkampf
- 1954 Davos: 17. Platz Großer Vierkampf
- 1957 Oslo: 22. Platz Großer Vierkampf

## Persönliche Bestleistungen
| Disziplin | Zeit        | Datum            | Ort       |
| --------- | ----------- | ---------------- | --------- |
| 500 m     | 42,3 s      | 11. Februar 1940 | Bergen    |
| 1000 m    | 1:31,5 min  | 26. Februar 1944 | Hamar     |
| 1500 m    | 2:17,0 min  | 20. Januar 1956  | Davos     |
| 3000 m    | 4:59,3 min  | 25. Januar 1959  | Oslo      |
| 5000 m    | 8:31,7 min  | 16. Februar 1954 | Drammen   |
| 10.000 m  | 17:36,8 min | 21. Februar 1954 | Trondheim |